# Knjiga Kasnijeg Hana
Povijest Kasnijeg Hana (pojednostavljeni kineski:後漢書,  tradicionalni kineski: 后汉书, pinyin:hòuhànshū, Wade-Giles :Hou Han Shu) je jedna od kineskih službenih povjesnih knjiga koju je u 5. stoljeću sastavio Fan Ye na temelju ranijih knjiga i službenih dokumenata. Ona pokriva povijest Istočne dinastije Han od 25. do 220. godine n.e.

## Zanimljivosti
- Knjiga Kasnijeg Hana je prva kineska knjiga koja spominje japanca, točnije Suishōa, kralja Wa.

## Vanjske poveznice
- Silk Road Seattle  Arhivirana inačica izvorne stranice od 20. svibnja 2008. (Wayback Machine) (The Silk Road Seattle website contains many useful resources including a number of full-text historical works, maps, photos, etc.)
- Hou Hanshu - full text in Chinese  Arhivirana inačica izvorne stranice od 22. srpnja 2010. (Wayback Machine)